# Honey (EP)
Honey är den svenska sångerskan Cecilia Kallins debut-ep. Den släpptes 13 november 2020.

## Låtlista
1. "Heaven" - 3:04
2. "Music Won't Stop" - 3:14
3. "I Really Like You" - 2:42
4. "Guilty Pleasure" - 3:10
5. "Music Won't Stop" (Acoustic) - 3:12